# Hiroyuki Ebihara
Hiroyuki Ebihara (海老原 博幸, Ebihara Hiroyuki), de son vrai nom Hiroyuki Matsuda, est un boxeur japonais né le 26 mars 1940 à Fussa et mort le 2 avril 1991 à Tokyo.

## Carrière
Passé professionnel en 1959, il devient champion du monde des poids mouches WBA et WBC le 18 septembre 1963 en battant par KO au 1er round Pone Kingpetch. Ebihara perd sa ceinture lors du combat revanche le 23 janvier 1964 puis s'empare à nouveau du titre WBA devenu entre-temps vacant cinq ans plus tard, le 30 mars 1969, aux dépens de Jose Severino. Il s'incline lors de sa première défense le 19 octobre suis puis met un terme à sa carrière sur un bilan de 62 victoires, 5 défaites et 1 match nul.